# مقصدهای پروازی ال عال

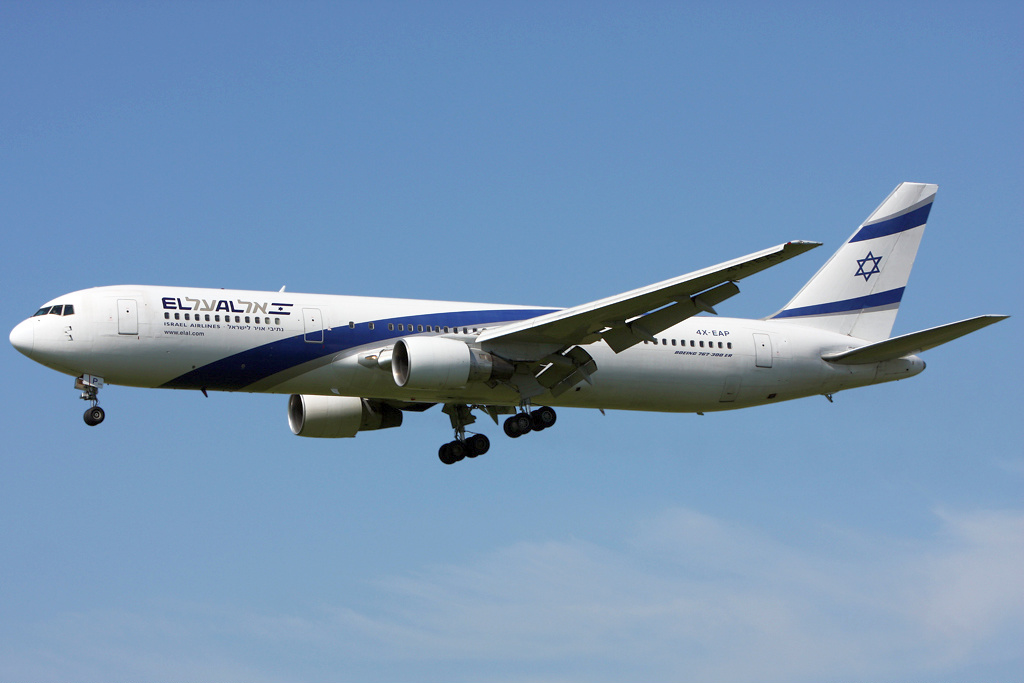
یک فروند بوئینگ ۷۶۷ متعلق به ال عال.

مقصدهای پروازی ال عال به شرح زیر است: